# 暗黒聖闘士
暗黒聖闘士（ブラックセイント、あんこくセイント）は、車田正美の漫画『聖闘士星矢』、およびそれを原作とする同名のアニメに登場する架空のキャラクターである。原作漫画では「ブラックセイント」、アニメでは「あんこくセイント」と読む。
なお鳳凰星座の一輝の師・ギルティーは暗黒聖闘士ではないが、暗黒聖闘士と深く関連しているため、便宜上本記事で述べる。
外伝作品『聖闘士星矢 THE LOST CANVAS 冥王神話』での諸設定については、聖闘士星矢 THE LOST CANVAS 冥王神話の登場人物#暗黒を参照。

## 概要
正義であるべき聖闘士の力を私利私欲のために使う悪の集団。聖闘士の力を表面だけ体得し称号を与えられなかった者や、掟に反した振る舞いによって聖闘士の称号を剥奪された者である。黒い防具「暗黒聖衣」（ブラッククロス）を身に纏う。その存在はアテナからも見放され、他の聖闘士たちからも忌み嫌われている。太平洋上に浮かぶフェニックス諸島デスクィーン島を本拠地とする。なお暗黒聖衣の詳細は原作では述べられていないが、設定上ではムー大陸の跡地であるデスクィーン島で大量に発見された謎の聖衣とされる。

## ジャンゴ
- 年齢：18歳。身長：188cm。体重：101kg。誕生日：8月8日。血液型：B型。出身地：サモア。修行地：太平洋・デスクィーン島。
- 技：デスクィーンインフェルノ
- 声：銀河万丈、鷲見昂大（国内版『ライジングコスモ』）、楠大典（中国版『ライジングコスモ』）

一輝の前の暗黒聖闘士首領。鳳凰星座の聖衣を所有していたが、聖衣からは認められず、纏うことができなかった。暗黒四天王を倒した一輝と対峙するが、幻魔拳の前に瞬殺された。力こそすべてとする暗黒聖闘士たちを統率していたことから相当な実力者とする説もあるが、一輝は彼より暗黒四天王の方が実力は上としている。また、彼自身は暗黒聖衣を纏っていないため暗黒聖闘士かどうかは不明。
アニメでは、一輝が暗黒聖闘士の首領となった時点ではジャンゴは島を離れており、一輝が島を去った後にジャンゴが暗黒聖闘士の首領となり、島を完全に掌握したとされる。世界各地で起こった虐殺・暴動の影には必ずいたと言われ、世界を影から支配する野望を持つともいわれた。星矢たちが聖域へ乗り込む直前にアーレスの指令を受け、デスクィーン暗黒スリーらを従えて一輝に挑戦を挑むが、原作同様、一輝の幻魔拳の前に敗れる。アニメでも必殺技は原作と同様に炎のパンチだが、「デスクィーン地獄の炎」「炎の拳」などと呼ばれた。

## 暗黒四天王
暗黒聖闘士で最強の実力を持つ4人。原作では「ブラックフォー」、アニメでは「あんこくしてんのう」と読む。

### ブラックペガサス
- 年齢：15歳。身長：170cm。体重：58kg。誕生日：7月13日。血液型：B型。出身地：イスラエル。修行地：太平洋・デスクィーン島。
- 技：暗黒流星拳（ブラックりゅうせいけん、別名・黒死拳）
- 声：中原茂、細谷佳正（ゲーム『ライジングコスモ』）、関俊彦 （カセットコミック版）

星矢と同じ天馬星座の暗黒聖衣を纏う。分解された黄金聖衣の腰のパーツを持つ。黒死拳とも呼ばれる暗黒流星拳は相手の全身の血を濁らせ、死に至らしめる技。
星矢との対戦では先手を取り数発の拳を命中させるが、紫龍の血で蘇ったペガサスの聖衣に防がれた。その際に星矢が「以前の聖衣なら致命傷だった」と発言したことから、直接的な破壊力もある模様。星矢の流星拳を受けて敗れ去る。しかし黒死拳の毒は聖衣を突き抜けて星矢の体に及んでおり、徐々に蝕み苦しめることとなる。
ムウによって地下風穴の崩壊から助け出されたが、その後の消息は不明である。
アニメでは「暗黒（あんこく）ペガサス」、技の読みは「あんこくりゅうせいけん」。原作と同様に新生聖衣の防御力に全く歯が立たなかったが、星矢のペガサス彗星拳と同様、一点集中の拳によって星矢に一矢を報いている。アニメでは顔および肌の色（キャラクターデザイン）も変更されている。

### ブラックドラゴン
- 年齢：15歳。身長：173cm。体重：62kg。誕生日：8月10日。血液型：A型。出身地：ポーランド。修行地：太平洋・デスクィーン島。
- 声：山口健、三木眞一郎（ゲーム『ライジングコスモ』）、松尾貴司 （カセットコミック版）

紫龍と同じ龍星座の暗黒聖衣を纏う。分解された黄金聖衣の胸のパーツを持つ。暗黒四天王の中でも最強の実力を持ち、人差し指1本のみで紫龍を吹き飛ばした。
友情を信じておらず、実兄である“伏龍”が倒されても何とも思わなかった（しかしその瞬間だけは「兄さん！」と叫んでいた）が、友情を信じて死すら覚悟する紫龍の姿に心を打たれる。決死の覚悟で繰り出された昇龍覇を受けてもすぐには倒れず、血止めの真央点を突いて紫龍の命を救った後、力尽きた。
敵に対しても常に「きみ」と呼ぶ、味方を倒した敵を賞賛する、戦闘中優位に立ちながらも相手の体調を気にするなど、紳士的な振る舞いが目立つ。
地下風穴の崩壊に巻き込まれそうになった際、ムウによって救い出されたが、青銅聖闘士抹殺の命令を受けた白銀聖闘士のモーゼスによって止めをさされた。
暗黒四天王の名称は基本的にカタカナ表記だが、彼のみ「暗黒龍星座」と漢字表記されている場面がある。アニメでは「暗黒（あんこく）ドラゴン」。
“伏竜”（ふくりゅう）
ブラックドラゴンの双子の兄で、同様に龍星座の暗黒聖衣を纏う。盲目であり、逆に暗闇においてブラックドラゴンの目の代りとなり、紫龍を苦しめた。そのことを見抜いた紫龍によって先に倒される。
アニメ版には登場しない。

### ブラックアンドロメダ
- 年齢：14歳。身長：170cm。体重：58kg。誕生日：10月4日。血液型：B型。出身地：トルコ。修行地：太平洋・デスクィーン島。
- 技：暗黒流牙星雲（ブラックファングネビュラ）
- 声：塩沢兼人、奥村翔（ゲーム『ライジングコスモ』）

瞬と同じアンドロメダ星座の暗黒聖衣を纏う。分解された黄金聖衣の胴のパーツを持つ。ヘビに変化する黒い鎖を操る。
崖へ転落しようする星矢を助けようとして身動きができない瞬に対しても攻撃を加えた冷酷な男。ブラックドラゴンからは、首領・一輝の実弟であることから早くとどめをさすように指示されるものの、暗黒流牙星雲の特性を利用した徐々に痛めつけるような攻撃を行った。しかし星矢が崖下へ落下し、怒れる瞬の反撃を受け星雲鎖の前に散った。
ムウによって地下風穴から助け出されたが、白銀聖闘士のアステリオンによって討たれた。
アニメでは「暗黒（あんこく）アンドロメダ」、技の名は「暗黒（あんこく）ネビュラチェーン」。

### ブラックスワン
- 年齢：15歳。身長：173cm。体重：61kg。誕生日：12月28日。血液型：O型。出身地：フィンランド。修行地：太平洋・デスクィーン島。
- 技：黒吹雪（ブラックブリザード）
- 声：田中和実、小林裕介（ゲーム『ライジングコスモ』）、荒川太郎（カセットコミック版）

氷河と同じ白鳥星座の暗黒聖衣を纏う。分解された黄金聖衣の肩のパーツを持つ。空気中の毒素を込めた黒い凍気を操り、その威力は炎すら凍らせると豪語する。この毒素により幻覚を操る能力も持つ。
功を焦って先走り、氷河とは二度戦うことになる。ただし初戦から圧倒され、黒い凍気は氷河の薄皮1枚を凍らせたに過ぎず、二度目の対戦ではそれすら及ばなかった。カリツォーで動きを封じられ、ホーロドニースメルチを受けて氷柱に固められる。氷河は彼の生命までは取らず、脱出できるよう右腕のみは凍らせずにいた。しかし、残された力を自らの助命のためには使わず、己の眼球を抉りとって一輝のもとへテレポートさせ、氷河最大の拳のビジョンを伝えた。敗れはしたが潔く、最後まで暗黒四天王としての誇りを守った。
その後ムウに助け出されるも、最期は白銀聖闘士のバベルによって氷河の身代わりに討たれる。
アニメでは「暗黒（あんこく）スワン」、技の名は「暗黒（あんこく）ブリザード」。一輝に氷河の拳を伝える手段は目を抉るのではなく、ヘッドギアの白鳥の頭部分に敵の拳を記憶する能力があると設定されており、これを折り取って届けるよう変更された。
「ブラックスワン」の名は、白鳥に対する黒鳥(Black Swan)を意味する。

## その他の暗黒聖闘士
ブラックフェニックス
- 年齢：15歳。身長：173cm。体重：63kg。誕生日：不明。血液型：不明。出身地：不明。修行地：太平洋・デスクィーン島。
- 技：暗黒鳳凰幻魔拳（※影武者以外の後述の1人のみ）
- 声：中島卓也（ゲーム『ライジングコスモ』）

一輝の影武者。他の暗黒聖闘士たちが鳳凰星座の暗黒聖衣を纏って変装した姿で、登場当初の一輝同様に遮光ゴーグルで素顔を隠している。原作では少なくとも5人存在し、グラードコロッセオから黄金聖衣を奪取して逃走した。そのうち4人は手負いの上に聖衣を纏っていない星矢や紫龍に倒され、分解された黄金聖衣の両腕・両脚のパーツを奪還された。残る1人は一輝にそのことを報告する場面に登場したが、後の消息は不明。
アニメでは「暗黒（あんこく）フェニックス」。総数15人の影武者たちのほか、ジャンゴの懐刀として、影武者より遥か上の実力者が1人いる。一輝を暗黒鳳凰幻魔拳で幻覚に支配し、さらに首を絞め上げて苦しめたが、一輝のエスメラルダへの想いの前に技を破られ、鳳翼天翔で倒された。

デスクィーン暗黒スリー
- 技：暗黒烈牙魔風拳（3人での連携技）

アニメオリジナル。首領のジャンゴと共に世界中で悪事を働いていた3人組。三位一体の戦力は相当なものとされ、聖衣を纏っていない一輝を3人がかりで苦しめたが、個々の実力はさほどでもなく、星矢たちに瞬殺された。

リタホア
アニメ公式書籍『聖闘士星矢アニメ・スペシャル』収録の番外編小説『星雲鎖・兄弟の絆』に登場。一輝が暗黒聖闘士を支配した当時はデスクィーン島の落ちこぼれだったが、聖域で特訓を受け、暗黒フェニックスとして新たに暗黒聖闘士を組織した。実力は遥かに向上し、光速拳をも身につけている。デスクィーン島での聖闘士養成を認めることを条件に教皇アーレスから一輝打倒の命を受けるが、一輝の幻魔拳で返り討ちに遭った。

ケヌマ、ジド、シナデクロ
- 技：暗黒流星拳（ケヌマ）、黒吹雪（ジド）、暗黒昇竜覇（シナデクロ）

同じく『星雲鎖・兄弟の絆』に登場。元はデスクィーン島の落ちこぼれだったが、聖域で特訓を受け、ケヌマは暗黒ペガサス、ジドは暗黒スワン、シナデクロは暗黒ドラゴンとなった。リタホアと共に日本へ乗り込むが、一輝の鳳翼天翔で3人まとめて倒された。他にも本名不明の暗黒アンドロメダがおり、瞬の星雲鎖で倒された。なお設定はアニメに準じ、表記は「暗黒」である。

## その他のデスクィーン島の聖闘士
- ギルティー
- 年齢：不明。身長：192cm。体重：91kg。誕生日：不明。血液型：不明。出身地：不明。修行地：不明。
- 声：柴田秀勝（TV版）、てらそままさき（ゲーム『ライジングコスモ』）、木村雅史（Knights of the Zodiac）

一輝の師匠。仮面で素顔を隠した謎の聖闘士。憎しみこそが強さの源とし、一輝に憎悪の感情を植え付けた。最期は一輝に自分を倒させ、死に際に一輝たち百人の孤児の父親が城戸光政である事実を明かす。
本来の仮面の聖闘士は、デスクィーン島を封鎖し暗黒聖闘士と戦うためにアテナから派遣された存在である。しかし、その彼が憎悪にこだわっていた理由は不明。
アニメでは6年前に教皇（サガ）の幻朧魔皇拳により洗脳され、一輝を悪の聖闘士として育て上げた。また、一輝の心のより所であった少女エスメラルダの実父と設定されている。